# Tiempo ordinario

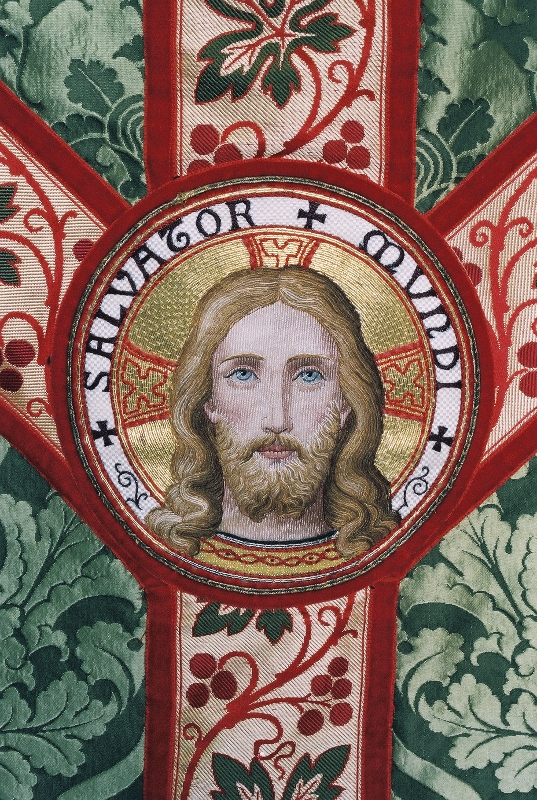
Detalle de casulla de H. Funnekotter 1918

En el marco de la liturgia, especialmente en la Iglesia católica, el Tiempo Ordinario (también "Tiempo durante el año") es aquella parte del año litúrgico que comprende las semanas del año que no son del Adviento, Navidad, Cuaresma ni Pascua.

## Definición
Jesús Castellano Cervera lo definió como «el tiempo en que Cristo se hace presente y guía a su Iglesia por los caminos del mundo». En el año litúrgico, se llama tiempo ordinario al tiempo que no coincide con los tiempos de Adviento, Navidad, Cuaresma, el Triduo pascual, y el Tiempo de Pascua hasta Pentecostés. 
Son treinta y cuatro semanas en el transcurso del año, en las que no se celebra ningún aspecto particular del Misterio de Cristo. Es el tiempo más largo, cuando la comunidad de bautizados es llamada a profundizar en el Misterio pascual y a vivirlo en el desarrollo de la vida de todos los días. Por eso las lecturas bíblicas de las misas son de gran importancia para la formación cristiana de la comunidad. Esas lecturas no se hacen para cumplir con un ceremonial, sino para conocer y meditar el mensaje de salvación apropiado a todas las circunstancias de la vida.
El primer domingo del tiempo ordinario corresponde al Bautismo de Jesús, un domingo después de la Epifanía del Señor. El tiempo ordinario comienza con el lunes después del Bautismo de Jesús oscilando entre el 10 y el 14 enero, si el Bautismo de Jesús oscila entre el 8 y 9 de enero, el Tiempo Ordinario comienza el martes después de dicha fiesta, oscilando entre el 9 y el 10 de enero, y se prolonga hasta el martes anterior a la Cuaresma, inclusive; se reanuda el lunes después del domingo de Pentecostés y finaliza el sábado de la trigésima cuarta semana oscilando entre el 26 de noviembre y el 2 de diciembre, finalizando el año litúrgico en la víspera del primer domingo de Adviento.
Las fechas varían cada año, pues se toma en cuenta los calendarios religiosos antiguos que estaban determinados por las fases lunares, sobre todo para fijar la fecha del Viernes Santo, día de la Crucifixión de Jesús. A partir de ahí se estructura todo el año litúrgico.

## El color litúrgico del tiempo ordinario
El sacerdote, en el tiempo ordinario, usa la casulla de color verde en la Misa, (los Diáconos la dalmática) sobre todo los domingos, a excepción de los  días festivos y de los mártires. La diversidad de colores litúrgicos en las vestiduras sagradas pretende expresar, con más eficacia, aún exteriormente, tanto el carácter propio de los misterios de la fe que se celebran, como el sentido progresivo de la vida cristiana en el transcurso del año litúrgico. El color verde se usa en los Oficios y en las Misas del Tiempo Ordinario. El verde es símbolo de la esperanza y de la primavera, cuando todo florece, reverdece y se renueva.